# Raptio
Raptio (von lateinisch raptio ‚Entführung‘), auch Raptus (von lateinisch raptus ‚Raub, Entführung‘), traditionell als „Frauenraub“ bezeichnet, ist eine Bezeichnung für ein Ehehindernis, das gemäß Codex Iuris Canonici aus der gewaltsamen Entführung einer Frau entsteht, die zur Ehe gezwungen werden soll. Das Ehehindernis ergibt sich, wenn die Frau (Rapta) gewaltsam entführt oder zumindest gefangengehalten wird, um sie zu einer Eheschließung mit einem bestimmten Partner zu bewegen, unabhängig davon, ob der mögliche Partner oder ein Dritter der Entführer (Raptor) ist und ob die Frau auch aus freien Stücken die Ehe eingegangen wäre. Eine Ehe zwischen der entführten Frau und diesem Mann kann erst dann gültig werden, wenn die Frau getrennt vom Entführer an einem sicheren und freien Ort von sich aus die Ehe wählt.
Ausgehend vom römischen Recht legte das Konzil von Trient in der 24. Sessio eine entsprechende Bestimmung fest:

„Decernit sancta Synodus, inter raptorem et raptam, quamdiu ipsa in potestate raptoris manserit, nullum posse consistere matrimonium Quod si rapta a raptore separata, et in loco tuto et libero constituta, illum in virum habere consenserit, eam raptor in uxorem habeat; et nihilominus raptor ipse, ac omnes illi consiliu, auxilium et favorem praebentes, sint ipso iure exommunicati, ac perpetuo infames, omniumque dignitatum incapaces; et si clerici fuerint, de proprio gradu decidant. Teneatur praeterea raptor mulierem raptam, sive eam uxorem duxerit, sive non duxerit, decenter arbitrio judicis dotare.“

„Der heilige Kirchenrat beschließt, daß zwischen einem Räuber und der Geraubten, solange diese in der Gewalt des Räubers verbleibt, keine Ehe bestehen kann. Wenn die Geraubte aber, von dem Räuber getrennt und an seinen sicheren und freien Ort gebracht, sodann einwilligt, ihn als ihren Mann zu haben, so kann der Räuber sie zur Frau haben. Doch sollen nichtsdestoweniger der Räuber selbst und alle, die ihm Rat, Hilfe und Vorschub dazu erwiesen, durch das Recht selbst exkommuniziert und für immer ehrlos und aller Würden unfähig sein und wenn sie Geistliche sind, aus ihrer eigenen Standestufe herniedersinken. Überdies sei der Räuber gehalten, die geraubte Frau, mag er sie geehelicht oder nicht geehelicht haben, nach dem Gutachten des Richters geziemend auszustatten.“

Dieses Ehehindernis entsteht nicht, falls ein Mann zum Zweck der Eheschließung entführt würde. Allerdings bedeutet das nicht, dass ein Mann durch Entführung zur Ehe gezwungen werden könnte: In einem solchen Fall läge zwar kein Ehehindernis vor, es könnte aber aufgrund von Zwang oder Furcht kein Ehekonsens zustande kommen.